# Arundinae
Sous-tribu
La sous-tribu des Arundinae était  une sous-tribu de la sous-famille des Epidendroideae, dans la famille des Orchidaceae selon la classification de Dressler parue en 1993.
C'est une « petite » sous-tribu constituée uniquement de deux genres et d'une dizaine d'espèces dont le placement au sein de la première classification phylogénétique était sujet à discussion (incertae sedis). Le genre Arundina étant rattaché dorénavant à la sous-tribu des Arethusinae et le genre Dilochia à celle des Coelogyninae.

## Liste desgenres
Selon NCBI (27 avr. 2011) :
- genre Arundina
- genre Dilochia